# Беличе
Бели́че или Бе́личе (устар. Гипсас, Белличи; итал. Belice) — река на западе острова Сицилия (Италия). Длина — 77 км, площадь водосборного бассейна — 866 км². Образуется в Поджореале в месте слияния Беличе-Дестро (берёт начало близ города Пьяна-дельи-Альбанези, течёт на юго-запад) с Беличе-Синистро (стекающей по склонам Рокка-Бузамбра), через 30 км впадает в Сицилийский пролив. Неподалёку располагается археологическая местность Селинунт, известная в античное время под именем Hypsas.
Мощность речного потока в зависимости от сезона сильно отличается. На реке построено водохранилище.

## История
Во время январского землетрясения 1968 года (итал. Terremoto del Belice) пострадала центральная часть долины Беличе, где были разрушены многочисленные жилые районы, в том числе Джибеллина, Монтеваго и Салапарута. Погибли 370 человек, около 100 тысяч остались без крова.